# Deutsche Oper (Berlins tunnelbana)
Deutsche Oper är en tunnelbanestation på Berlins tunnelbanas linje U2 som ligger i anslutning till Deutsche Oper Berlin på Bismarckstrasse. Stationen invigdes 14 maj 1906 under namnet Bismarckstrasse.

## Historia
Deutsche Oper är en del av tunnelbanans sträckning västerut från Ernst-Reuter-Platz. Arbetena med tunnelbanesträckningen började 1905 och två stationer var då planerade: Wilhelmplatz och Bismarckstrasse. Stationen Bismarckstrasse som senare blev Deutsche Oper var den första fyrspåriga tunnelbanestationen i Tyskland. Den formgavs av Alfred Grenander. 
1908 togs samtliga spår i bruk där de inre spåren gick till Wilhelmplatz (nedlagd 1970) och de yttre vidare mot Reichskanzlerplatz (idag Theodor-Heuss-Platz). 1929 fick stationen det nya namnet  Städtische Oper (Bismarckstraße) och från 1934 Deutsches Opernhaus (Bismarckstrasse). Sedan 1961 heter stationen Deutsche Oper.
2000 brann ett tunnelbanetåg på stationen. 21 personer fick rökskador och stationen och tåget brandskador. Det fanns bara en uppgång och efter olyckan har krav införts på att alla stationer i tunnelbanesystemet ska ha två uppgångar av brandsäkerhetsskäl. Stationen var nedstängd och öppnades igen 2001. 2006 var en andra utgång klar på stationen Deutsche Oper.

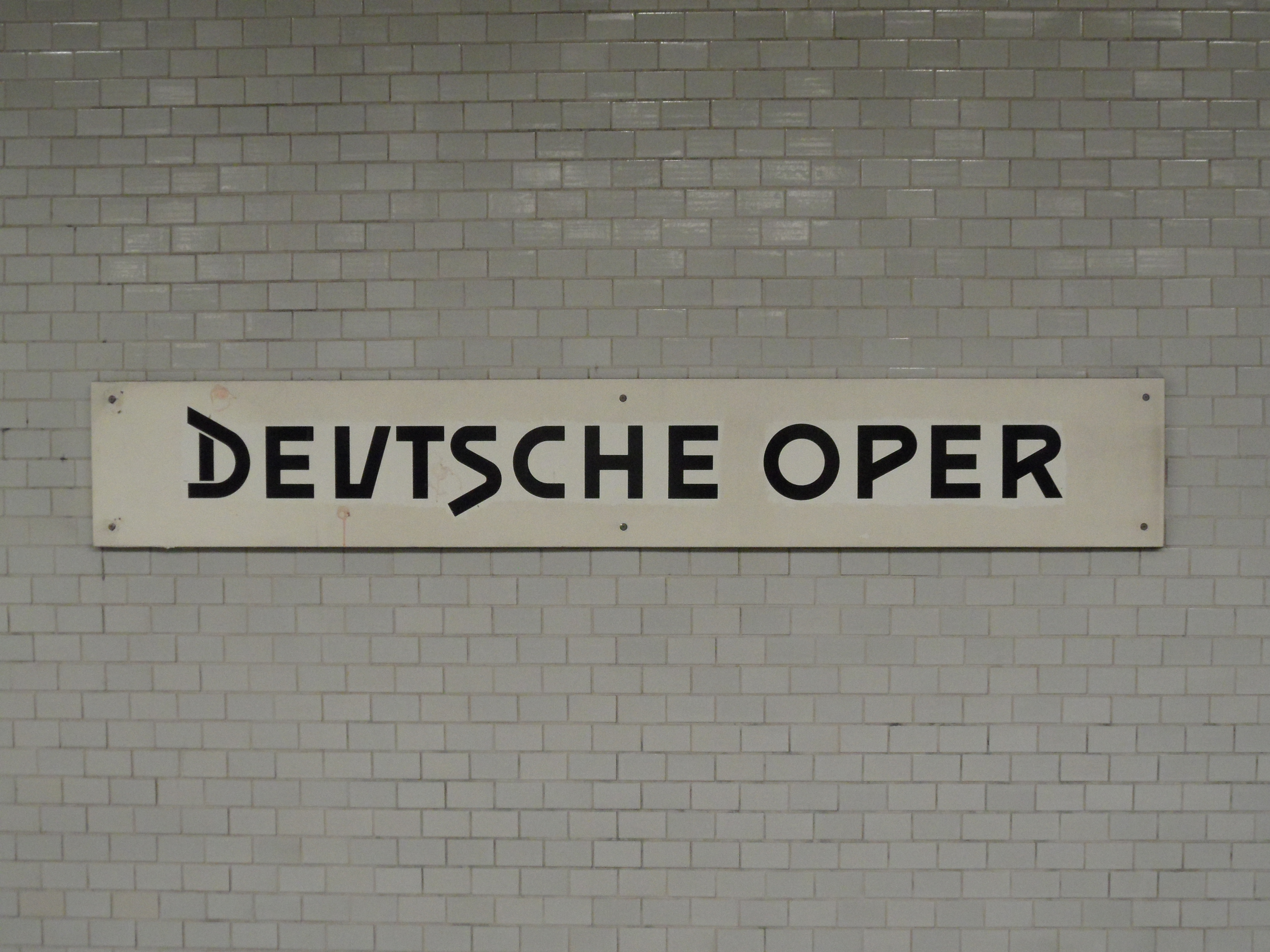
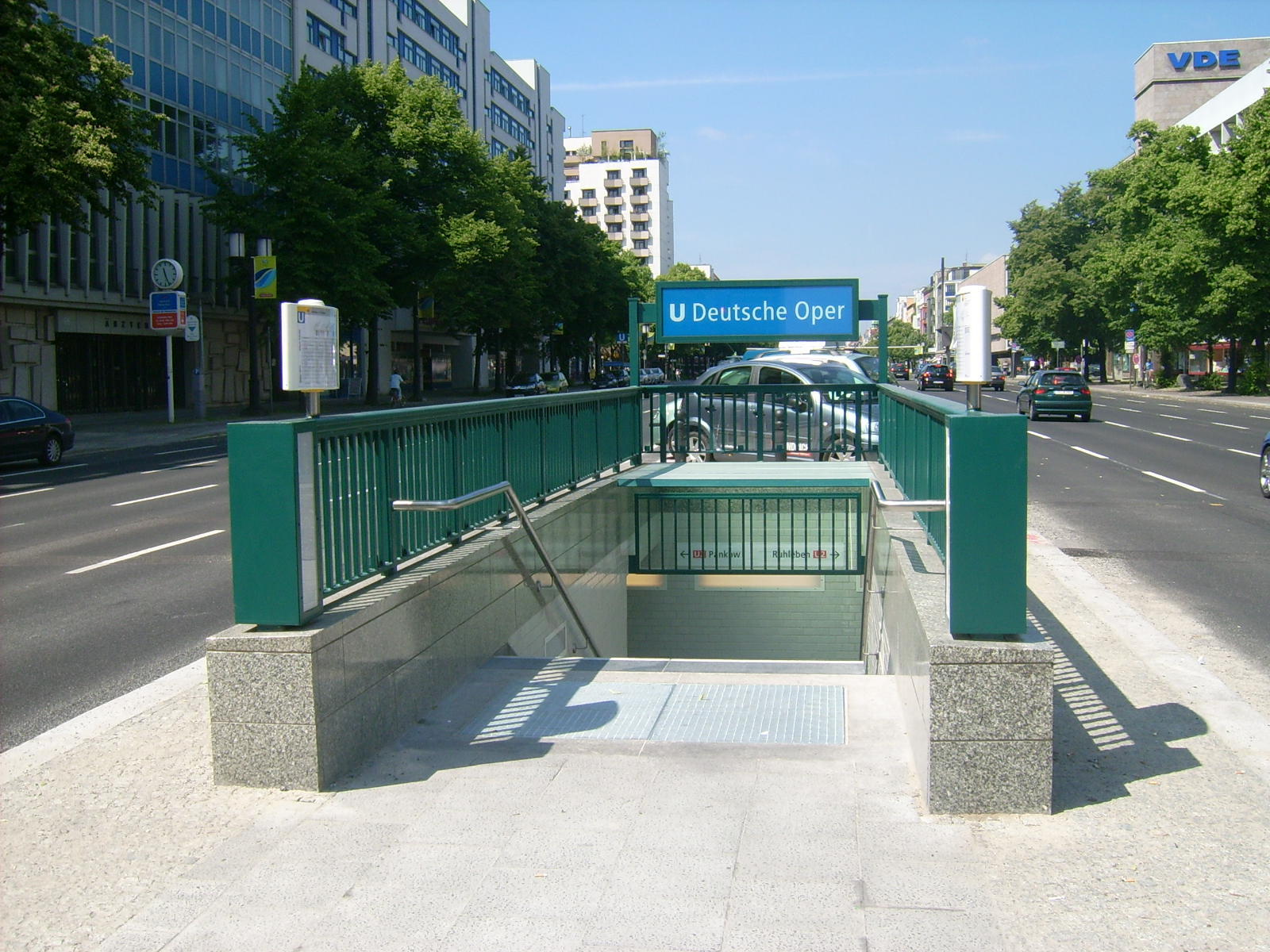
Entrén till station Deutsche Oper.
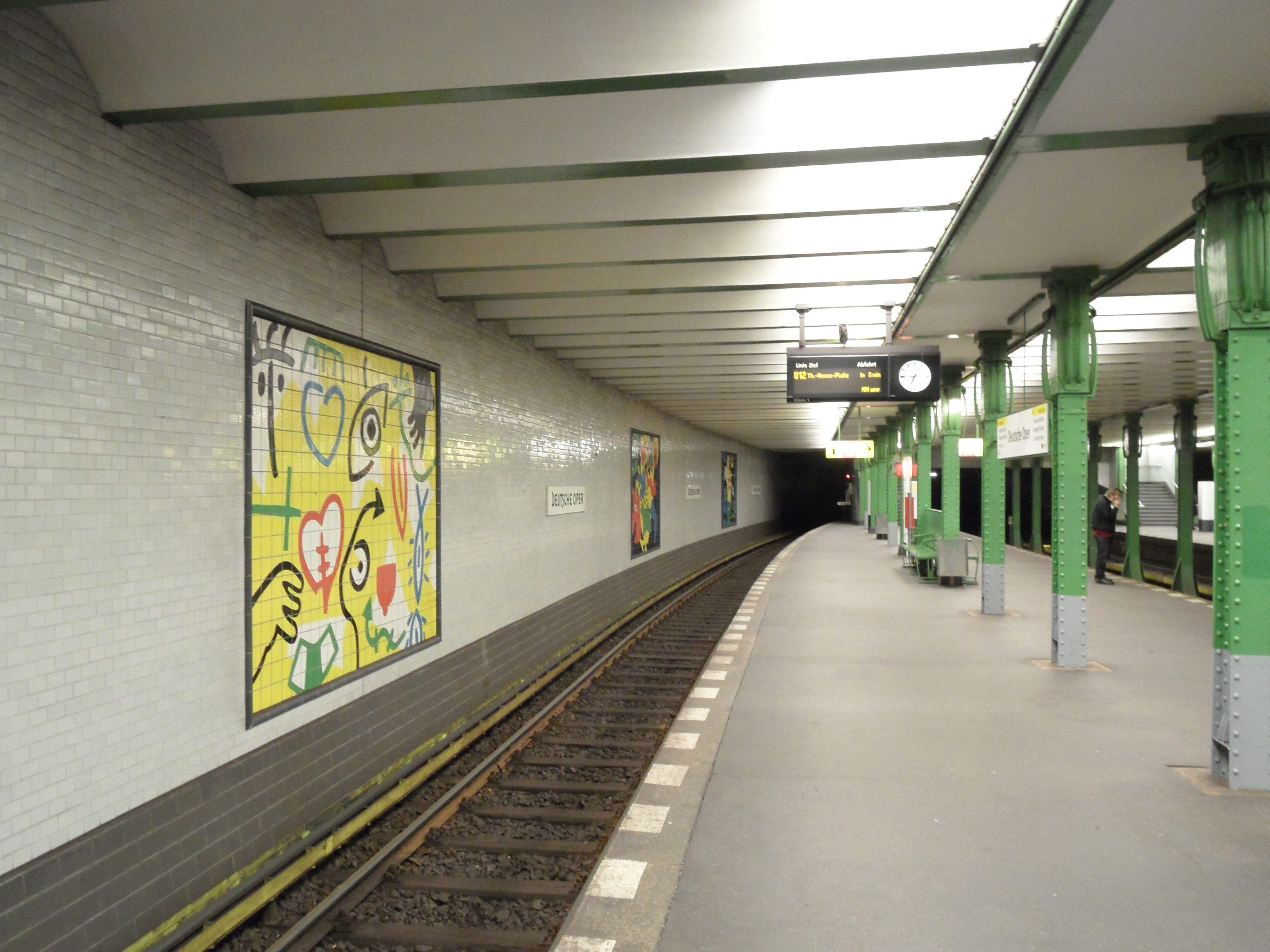